# 耳平蘚
耳平蘚（学名：Calyptothecium ramosii）为蕨蘚科耳平蘚屬下的一个种。

## 扩展阅读
- 維基物種上的相關：耳平蘚